# ART BREDA
ART BREDA is een nationale beurs voor kunst, antiek en design die jaarlijks in april wordt gehouden op het Chasséveld in Breda. Op ART BREDA wordt kunst, antiek en design getoond uit alle culturen en perioden.

## Geschiedenis
ART BREDA is in 2010 gestart in de Jaarbeurs in Utrecht onder de naam Artantique. Ook in 2011 en 2012 werd de beurs onder deze naam georganiseerd. De editie in 2013 vond plaats onder de naam ART 2013, ook nog in de Jaarbeurs in Utrecht. Vanaf 2014 is deze beurs verplaatst naar het Chasséveld in Breda en heeft vanaf dat moment de naam ART BREDA gekregen. Hiermee kreeg Breda na vijftien jaar de Kunst- en Antiekbeurs terug die van 1977 tot 1999 in het toenmalige Turfschip aan het Chasséveld werd gehouden.

## Kenmerken
Aan ART BREDA doen jaarlijks ongeveer 90 met name Nederlandse, Belgische en Duitse antiquairs, kunsthandelaren en galeriehouders mee uit allerlei disciplines. Getoond wordt onder andere oude schilderkunst, antiek, 20e-eeuws design, aziatica, art deco, klokken, juwelen, zilver, hedendaagse schilder- en beeldhouwkunst, fotografie, glas en keramiek. Alle getoonde objecten worden beoordeeld door deskundige keuringscommissies. Zowel het beursoppervlak als het aantal bezoekers steeg in 2015 ten opzichte van 2014 met 10% naar 9.000 m2 en 18.000 bezoekers.

## Samenwerking
Tijdens ART BREDA verzorgt een bekend museum op de beurs een pop-up tentoonstelling. In 2014 was dit het Breda's Museum met papieren kostuums van de Belgische kunstenares Isabelle de Borchgrave. In 2015 was dit het Museum of the Image (MOTI), nationaal museum voor beeldcultuur, met werken uit de eigen collectie en een Oculus Rift installatie van Geoffrey Lillemon.

## Trivia
In 2014 bracht Jort Kelder voor het programma Hoe heurt het eigenlijk? een bezoek aan ART BREDA en maakte hier een beeldverslag van.